# Sugár Péter (építész)
Sugár Péter (Sárospatak, 1956–) magyar építész.

## Kutatási terület
- középületek elméleti és gyakorlati problémái, tágabb értelemben a kontextualitás az ornamentika és az identitás kérdései az építészetben

## Tanulmányok
- Sárospataki Gimnázium, fizika tagozat 1970–1974
- BME Építészkar 1975–1980
- diploma, Középülettervezési Tanszék 1980
- Mesteriskola VIII. ciklus, 1984–1986

## Szakmai gyakorlat
- 1980–1981 Fővárosi Ingatlankezelő Műszaki Vállalat – építész tervező gyakornok
- 1981–1988 Általános Épülettervező Vállalat – építész tervező gyakornok, majd tervező Varga Levente műtermében
- 1988–1990 Magasépítési Tervező Vállalat, építész tervező Reimholz Péter műtermében
- 1990–1992 ATLANT Épülettervező Kft., építész tervező
- 1992–2000 RADIUS Építészműterem Kft., ügyvezető, építész tervező
- 2000- RADIUS B+S Kft., ügyvezető, építész tervező
- 1982 óta kisebb megszakításokkal külsős korrektor és óraadó tanár a BME Középülettervezési Tanszékén
- 2002- tanársegéd
- 2007- adjunktus

## Tanulmányutak, ösztöndíjak
- 1985 Erdély - a Mesteriskola VIII. ciklusának a tanulmányútja
- 1986 Mongólia, Kína - a Mesteriskola VIII. ciklusának a tanulmányútja
- 1991 Izrael - a Lauder Alapítvány tanulmányútja
- 1992 Amszterdam - a Lauder Alapítvány tanulmányútja
- 1998 Spanyol és dél-francia borászatok - a Tokaj-Oremus cég tanulmányútja
- 2003 Svájc - Észak-Itália - a Kulturális Örökségvédelmi Hivatal tanulmányútja
- Finnország, Helsinki – a FINNFOREST tanulmányútja

## Munkahelyek
- Fimüv 1980
- Általános Épülettervező Vállalat (ÁÉTV)
- Varga Levente Műterme 1981–1988
- Magasépítési Tervező Vállalat (MATERV)
- Reimholz Péter Műterme 1988–1990
- Atlant Épülettervező Kft. (Varga Levente Műterme) 1990–1992
- Radius Épülettervező Kft. (saját iroda) 1993–2000
- Radius B+S Kft. 2000-től
- 1982-től megszakításokkal külsős korrektor a BME Építészkar Középülettervezési Tanszékén

## Fontosabb munkái

### Megvalósult munkák
- Kiskunhalas, Kossuth II. Lakótelep (közös munka Varga Leventével és Tomay Tamással) 1982-83
- Kecskemét, Batthyány krt. 101-103. 1983-84 (közös munka Turányi Gáborral és Somogyi Soma Katalinnal)
- Skála-Coop Üdülők, Balatonszemes, Balatonföldvár (átalakítás-bővítés, belsőépítészet) 1990-91
- Tápiógyörgye, Ideg- és Elmeotthon 70 ágyas szállásépülettel 1991-92
- Budapest, II. Csalán utca 42/B, 4 lakásos társasház 1994-96, munkatárs Szerényi Győző
- Budapest, II. Völgy utca 30. századeleji villa átépítése iroda-és apartmanházzá 1995-96
- Dunaújváros, Skála Áruház földszinti átalakítása és bővítése belsőépítészettel 1996-98
- Székesfehérvár Skála Áruház átalakítása és belsőépítészete 1997–2000
- Budapest, XII. Gaál József utca 34/a, 4 lakásos társasház 1999–2000, munkatárs Szerényi Győző
- Tolcsva, az OREMUS társaság szőlő- és borfeldolgozó épülete 1996–2000
- Budapest, XII. Kékgolyó utca 6. lakó- és irodaház (+ irodák, üzletek és mélygarázs) 1990–2000
- Budapest, Róna utcai, volt bőrgyári épület átépítése nyomdává és irodaházzá 2002–2003
- Szegi, a Törley cég pincészetének fogadóépülete, 2006
- Villány, a Sauska és Társa cég szőlő és borfeldolgozó épülete, 2007
- Budapest, I. Lánchíd utca 19-21., Lánchíd 19 Design Hotel 2007

### Fontosabb tervek
- Lauder Javne Világi Zsidó Iskola Részletes Rendezési Terve, Építési Engedélyezési Terve (Karácsony Tamással és Szerényi Győzővel) – az épület az alapkőletételig jutott 1993-94
- Nagytétény Műemléki Városközpont Részletes Rendezési Terve (Szerényi Győzővel és Csernyánszky Gáborral) 1995-97
- Csepel Központ Részletes Rendezési Terve (Szerényi Győzővel, Csernyánszky Gáborral és Karácsony Tamással) 1995-97
- Budapest, XIII. Honvéd Kórház Bejárati Épülete (belsőépítészet Tardos Tibor) 1989-90 (az épület alapozása elkészült, majd a kivitelezés leállt – a Honvéd Kórházéval együtt)
- Tolcsva, Kurucz Udvar, Szőlő-és Borfeldolgozó Üzem I. változata, Engedélyezési és Kiviteli Terv (építész munkatársak: Sebők Ildikó, Selényi György) 1994-96
- Tolcsva, Borászat, Traktorszín és Gépműhely 2001
- Gyöngyös, Rusz-ház (1922-23, Medgyaszay István) átalakítása és bővítése szállodává, étteremmé és irodaházzá 2001

### Fontosabb tervpályázatok
- Eger, Tetemvári városrész rehabilitációja, UIA-és Diplomadíj Pályázat 1980 (Zákányi Ildikóval közösen) – Diplomadíj
- Eger, Hibay tömb rehabilitációja 1980 – megvétel
- Nyírbátor, műemléki városközpont rehabilitációja 1980 (munkatársak: Fekete Antal, Juhari Katalin, Lengyel István) I. díj
- Szilvásvárad, üdülőterület beépítése 1982 (Juhari Katalinnal, Magyar Ádámmal, Potzner Ferenccel) – megvétel
- Cegléd, Szabadidő Központ termálvíz-hasznosítással 1986 ( Potzner Ferenccel) – megvétel
- Eger, Szarvas tér és környéke 1985 (Csikós Zoltánnal) megosztott I. díj
- Salgótarján, Baglyaskő beépítése 1987 (Gerő Balázzsal) I. díj
- Budafok központjának beépítése 1992 (Csernyánszky Gáborral és Szerényi Győzővel) – megosztott 2. díj
- Lauder Javne Világi Zsidó Iskola 1993 (Karácsony Tamással) – I. díj
- Gandhi Cigány Alapítványi Gimnázium Pécs 1995 (Csernyánszky Gáborral, Selényi Györggyel, Sebők Ildikóval, Klemm Gabriellával) – megvétel
- Budakeszi, Német Közösségi Ház 2001 – megvétel
- LRI Székház, meghívásos tervpályázat 2001

### Díjak
- Diplomadíj, 1980
- kollektív III. díj az alkotó ifjúság építésügyi pályázatán, 1985
- Kiváló Ifjú Szakember, 1986
- Betonépítészeti Díj, 2001
- Építőipari Nívódíj, 2001
- Ybl Miklós-díj, 2002
- Molnár Péter díj, 2004
- Az Év Szép Háza díj, 2004
- Budapest Építészeti Nívódíj, 2007
- Prima Primissima díj, 2022

### Oktatási tapasztalatok
- 1982–2002 Óraadó tanár, opponens, Középülettervezési gyakorlat, BME Építészmérnöki Kar,
- 2002- Tanársegéd, tanszéki oktató, Középülettervezési Tanszék, BME Építészmérnöki Kar
- 2007- Adjunktus, BME Építészmérnöki Kar

### Szakmai és tudományos közéleti tevékenység
- 1980 - Magyar Építészek Szövetsége tagja
- 1996 - Magyar Építészkamara tagja
- 2001- Kamarai biztos az Országos Műemléki Hivatalban (2002-től Kulturális Örökségvédelmi Hivatal)
- 2002 - Győr város tervtanácsának meghívott tagja